# Taizonia schereri
Taizonia schereri là một loài bọ cánh cứng trong họ Chrysomelidae. Loài này được Medvedev miêu tả khoa học năm 1990.